# Giovanni Accolla
Giovanni Accolla (* 29. srpna 1951, Syrakusy) je italský římskokatolický kněz a metropolitní arcibiskup arcidiecéze Messina-Lipari-Santa Lucia del Mela.

## Život
Narodil se 29. srpna 1951 v Syrakusách.
Teologické a filosofické vzdělání získal v Arcibiskupském semináři v Syrakusách. Na kněze byl vysvěcen 16. dubna 1977 a inkardinován do arcidiecéze Syrakusy.
Působil jako pomocný vikář farnosti katedrálního chrámu a kurie, ekonom diecéze a ředitel diecézní charity, ekonom Studio Teologico San Paolo v Catanii, kněz farnosti San Giacomo ai Miracoli v Ortigii či jako předseda společenství Sant’Angela Merici.
Dne 20. října 2016 jej papež František jmenoval metropolitním arcibiskupem arcidiecéze Messina–Lipari–Santa Lucia del Mela. Biskupské svěcení přijal 7. prosince 2016 z rukou arcibiskupa Salvatoreho Pappalarda a spolusvětitelé byli arcibiskup Salvatore Gristina, arcibiskup Corrado Lorefice, kardinál Francesco Montenegro, kardinál Paolo Romeo a arcibiskup Giuseppe Costanzo.